# Вільям Бредфорд
Вільям Бредфорд (англ. William Bradford; 14 вересня 1755, Філадельфія — 23 серпня 1795, Вашингтон) — американський адвокат і суддя, 2-й генеральний прокурор США.

## Біографія
Син друкаря Вільяма Бредфорда. Почав освіту в Академії Філадельфії, потім навчався в Принстонському університеті, де подружився з Джеймсом Медісоном. Закінчив освіту в 1772 році отримавши ступінь бакалавра мистецтв. Повернувшись до Філадельфії, працював і навчався у Едварда Шиппі. Його кар'єрне просування було перервано війною, що почалася.
У 1776 році було скликано ополчення Пенсильванії, куди Вільям записався добровольцем. Того ж року був організований «швидкий табір» для навчання новобранців. Фактичним керівником гуртка був Даніел Робердо як перший бригадний генерал у штатах. Генерал Робердо взяв молоду людину помічником, а потім зробив його бригад-майором у штаб-квартирі.
Коли термін його перебування в таборі закінчився, він приєднався до Континентальної армії як капітан і командир роти в 11-му Пенсильванському полку під командуванням Річарда Гемптона. 26 грудня 1776 року брав участь в битві при Трентоні. 10 квітня 1777 року було підвищено до підполковника. Вийшов у відставку після двох років служби через поганий стан здоров'я і повернувся додому на початку 1779 року.
Бредфорд приєднався до колегії адвокатів перед Верховним судом штату Пенсильванія у вересні 1779 року. 23 листопада 1780 року він був призначений генеральним прокурором штату і працював на цій посаді до 20 серпня 1791 року. У 1784 році він одружився зі Сьюзен Вержеро Будінот, єдиною дочкою Ілаєса Будінота. 2 серпня 1791 року Бредфорд представляв генерала Вільяма Уеста на першій зареєстрованій справі Верховного суду США. 22 серпня 1791 року Бредфорд був призначений до Верховного суду штату Пенсильванія і прослужив три роки.
У 1793 році губернатор Томас Миффлин попросив його допомогти в питанні про страти в штаті. Його доповідь в законодавчому органі була представлена у вигляді есе «Запит про те, наскільки необхідно покарання смертю в Пенсильванії». При наступній реорганізації кримінального кодексу Пенсильванії, кількість статей зі смертною карою значно скоротилося. Інші штати пішли за прикладом Пенсильванії.
8 січня 1794 року Джордж Вашингтон зробив його генеральним прокурором США, щоб замінити Едмунда Рендолфа. Він помер під час перебування на посаді в 1795 році.
Округ Бредфорд, штат Пенсильванія, було названо на його честь.